# Hoa hậu Chuyển giới Quốc tế 2019
Hoa hậu Chuyển giới Quốc tế 2019 là cuộc thi Hoa hậu Chuyển giới Quốc tế lần thứ 14 được tổ chức tại Pattaya, Thái Lan vào ngày 8 tháng 3 năm 2019. Hoa hậu Chuyển giới Quốc tế 2018 - Nguyễn Hương Giang đến từ Việt Nam đã trao lại vương miện cho người kế nhiệm, cô Jazelle Barbie Royale đến từ Hoa Kỳ.

## Kết quả
| Kết quả                          | Thí sinh |
| -------------------------------- | --- |
| Hoa hậu Chuyển giới Quốc tế 2019 | - Hoa Kỳ - Jazelle Barbie Royale |
| Á hậu 1                          | - Thái Lan - Kanwara Kaewrin |
| Á hậu 2                          | - Trung Quốc - Yaya |
| Top 6                            | - Nhật Bản - Van - Malaysia - Larra Jassinta - Việt Nam - Đỗ Nhật Hà ¥                                                                                              |
| Top 12                           | - Brazil - Rafaela Manfrini - Ecuador - Mia Isabella Maquilón - Ấn Độ - Veena Sandre - Hàn Quốc - Ssehi - Peru - Adriana Jya - Philippines - Nicole Guevarra Flores |

¥ - Thí sinh chiến thắng giải thưởng Most Popular Introductory Video

### Thứ tự công bố
| 1. Việt Nam 2. Peru 3. Hàn Quốc 4. Ecuador 5. Brazil 6. Malaysia 7. Ấn Độ 8. Nhật Bản 9. Thái Lan 10. Trung Quốc 11. Philippines 12. Hoa Kỳ | 1. Thái Lan 2. Việt Nam 3. Hoa Kỳ 4. Malaysia 5. Trung Quốc 6. Nhật Bản | 1. Hoa Kỳ 2. Trung Quốc 3. Thái Lan |

## Các giải thưởng đặc biệt
| Giải thưởng                     | Thí sinh                         |
| ------------------------------- | -------------------------------- |
| Best National Costume           | - Nicaragua - Tiffany Colleman   |
| Miss Congeniality               | - Trung Quốc - Yaya              |
| Miss Photogenic                 | - Thái Lan - Kanwara Kaewrin     |
| Best in Evening Gown            | - Brazil - Rafaela Manfrini      |
| Most Popular Introductory Video | - Việt Nam - Đỗ Nhật Hà          |
| Best in Talent                  | - Hoa Kỳ - Jazelle Barbie Royale |

### Best in Evening Gown
| Kết quả     | Thí sinh |
| ----------- | --- |
| Chiến thắng | - Brazil - Rafaela Manfrini                                                                                     |
| Top 5       | - Malaysia - Larra Jassinta - Mexico - Grecia Culpo - Thái Lan - Kanwara Kaewjin - Venezuela - Sofia Colmenarez |

### Best in Talent
| Kết quả     | Thí sinh |
| ----------- | --- |
| Chiến thắng | - Hoa Kỳ – Jazelle Barbie Royale |
| Giải nhất   | - Trung Quốc - Yaya |
| Giải nhì    | - Myanmar - Nann Mway Hnin |
| Top 12      | - Brazil - Rafaela Manfrini - Ấn Độ - Veena Sandre - Nhật Bản - Van - Hàn Quốc - Ssehi - Malaysia - Larra Jassinta - Philippines - Nicole Guevarra Flores - Thái Lan - Kanwara Kaewjin - Venezuela - Sofia Colmenarez - Việt Nam - Đỗ Nhật Hà |

## Thí sinh tham gia
Cuộc thi có tổng cộng 21 thí sinh tham gia:
| Quốc gia/Vùng lãnh thổ | Thí sinh               | Tuổi |
| ---------------------- | ---------------------- | ---- |
| Brazil                 | Rafaela Manfrini       | 32   |
| Canada                 | Julie Vu               | 26   |
| Trung Quốc             | Yaya                   | 29   |
| Ecuador                | Mia Isabella Maquilón  | 26   |
| Ấn Độ                  | Veena Sandre           | 25   |
| Indonesia              | Indah Cheryl           |      |
| Nhật Bản               | Van                    | 27   |
| Hàn Quốc               | Ssehi                  | 26   |
| Lào                    | Kanrayany Phothimath   | 22   |
| Malaysia               | Larra Jassinta         | 24   |
| Mexico                 | Grecia Culpo           | 22   |
| Myanmar                | Nann Mway Hnin         |      |
| Nepal                  | Angel Lama             |      |
| Nicaragua              | Tiffany Colleman       | 24   |
| Panama                 | Candy Pamela           | 25   |
| Peru                   | Adriana Jya            |      |
| Philippines            | Nicole Guevarra Flores | 22   |
| Thái Lan               | Kanwara Kaewjin        | 22   |
| Hoa Kỳ                 | Jazelle Barbie Royale  | 31   |
| Venezuela              | Sofia Colmenarez       | 28   |
| Việt Nam               | Đỗ Nhật Hà             | 22   |

## Chú ý

### Lần đầu tham gia
- Panama

### Trở lại
- Lần cuối tham gia vào năm 2010:
  -  Canada

### Bỏ cuộc
- Argentina
- Úc
- Colombia
- Pháp
- Honduras
- Israel
- Ý
- Mông Cổ
- Sri Lanka
- Thổ Nhĩ Kỳ
- Anh Quốc